# Elisabeth Norlén
Elisabeth Norlén (1945) è un'ex sciatrice alpina svedese.

## Biografia
Sciatrice polivalente, Elisabeth Norlén debuttò in campo internazionale in occasione del Critérium de la première neige 1963, il 12 dicembre a Val-d'Isère in slalom speciale (40ª), e vinse due titoli nazionali svedesi, nello slalom gigante nel 1964 e nella discesa libera nel 1966; non prese parte a rassegne olimpiche o iridate e non gareggiò in Coppa del Mondo. La sua ultima gara in carriera fu lo slalom gigante del trofeo Zlata lisica 1968 (Maribor, 20-21 gennaio), chiuso dalla Norlén al 35º posto.

## Palmarès

### Campionati svedesi
- 2 ori (slalom gigante nel 1964; discesa libera nel 1966)[1]